# Tangled Up
Tangled Up är den brittiska gruppen Girls Alouds fjärde studioalbum. Albumet utgavs den 19 november 2007.

## Låtlista
1. "Call the Shots"
2. "Close to Love"
3. "Sexy! No No No..."
4. "Girl Overboard"
5. "Can't Speak French"
6. "Black Jacks"
7. "Control of the Knife"
8. "Fling"
9. "What You Crying For"
10. "I'm Falling"
11. "Damn"
12. "Crocodile Tears"